# Capnobotrys dingleyae
Capnobotrys dingleyae är en svampart som beskrevs av S. Hughes 1974. Capnobotrys dingleyae ingår i släktet Capnobotrys och familjen Metacapnodiaceae.   Inga underarter finns listade i Catalogue of Life.